# Konation
Eine Konation (lat.: conatio – das Bemühtsein, Anstrengung) ist eine entscheidungsbezogene Absicht bzw. Intention, aus eigenem Antrieb heraus wollend, die Tendenz habend, eine Handlung vorzunehmen.
Neben konativen geistigen Prozessen wird zwischen kognitiven und affektiven Vorgängen unterschieden.